# 福井県道106号三国丸岡停車場線
福井県道106号三国丸岡停車場線（ふくいけんどう106ごう みくにまるおかていしゃじょうせん）は福井県坂井市内に終始する一般県道である。

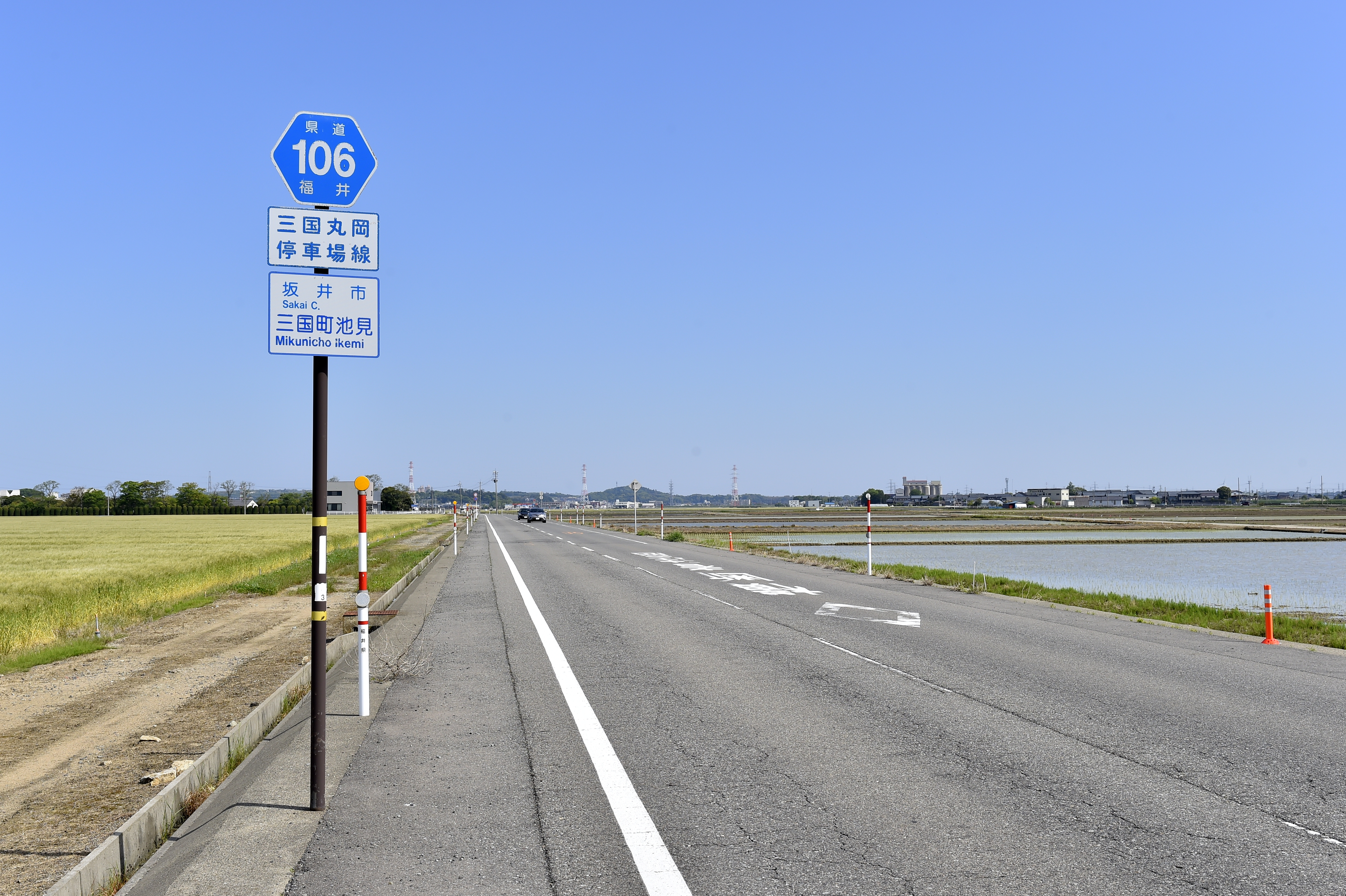
福井県道106号三国丸岡停車場線
坂井市三国町池見（2022年5月）

## 路線概要
平成の大合併以前は坂井郡三国町と坂井町を結ぶ役割を担っていた県道である。現在でも坂井市は地域自治区を設置しているため、その役割は何ら薄れてはいない。起点から半分ほどまでは南北に走り、その後終点まで東西に走ることで坂井市内の交通を包括的に支える役割も担っている。また停車場線の名の通り丸岡駅を終点としているが、福井県道108号など当路線以上に丸岡駅へアクセスしやすい路線が多数存在し、こちらの役割はそれほど重要とは言えない現状となっている。

### 路線データ
- 起点：福井県坂井市三国町山王
- 終点：同市坂井町上新庄

## 道路状況
大部分の区間で片側1車線の確保された一般的な県道であるが、終点の丸岡駅付近が入り組んだ住宅街となっており、福井県道109号との重複から離れる交差点が非常にわかりづらい。この先も終点まで狭路が続くので通行には細心の注意が必要である。全体を通して交通量は少なく、終点付近の一部区間を除いて快走路といえる道路である。また終点が重複区間上にあるという変わった点も持っている路線でもある。

## 接続路線
- 福井県道5号福井加賀線
- 福井県道20号三国春江線（重複）
- 福井県道29号福井金津線
- 福井県道101号三国金津線
- 福井県道108号春江丸岡線（重複・終点）
- 福井県道109号南横地芦原線（重複）
- 福井県道154号高柳矢地線
- 福井県道159号長畑金津線

## 沿線

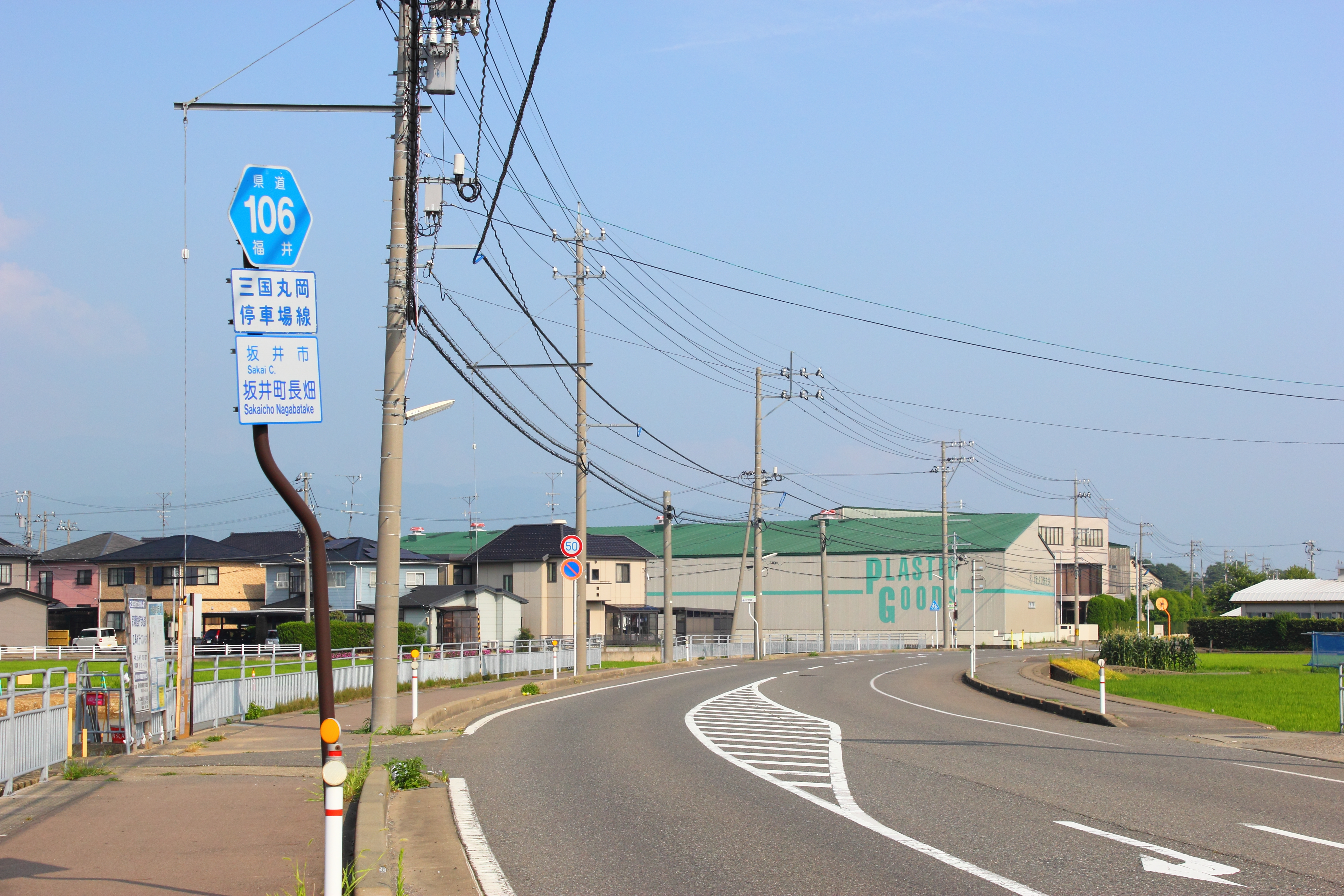
坂井市坂井町長畑（2013年7月）

- 坂井市役所
- ハピラインふくい線 丸岡駅
- 大善寺
- 淵竜の池
- 福井県立坂井高等学校